# Зірекля
Зірекля́ (рос. Зирекля, башк. Ерекле) — присілок у складі Кугарчинського району Башкортостану, Росія. Входить до складу Максютовської сільської ради.
Населення — 186 осіб (2010; 178 в 2002).
Національний склад:
- башкири — 90%

## Видатні уродженці
- Кульшарипов Марат Махмутович — радянський і російський історик.